# Staré Oldřůvky
Staré Oldřůvky (německy Altendorf) jsou vesnice, část města Budišov nad Budišovkou v okrese Opava. Nachází se asi 4,5 km na jih od Budišova nad Budišovkou. V roce 2009 zde bylo evidováno 73 adres. V roce 2001 zde trvale žilo 183 obyvatel.
Staré Oldřůvky je také název katastrálního území o rozloze 9,44 km2. Staré Oldřůvky leží i v katastrálních územích Nové Oldřůvky o rozloze 0,1 km2 a Nové Oldřůvky I o rozloze 5,2 km2.
Vesnicí protéká potok Oldřůvka.

## Název
V nejstarším dokladu z roku 1456 je vesnice jmenována německy jako Alt Ulrichsdorf - "Stará Oldřichova ves". Do češtiny bylo jméno převedeno patrně jako (Staré) Oldřovice (není doloženo písemně). Z konce 15. století je doložen tvar Staré Oldřůvky, od 16. do 19. století se vesnice uváděla pod jménem Altendorf v němčině (v ní až do druhé světové války) a Stará ves v češtině. Ves byla zřejmě přejmenována po dočasném opuštění a znovuosídlení. V roce 1924 bylo obnoveno jméno Staré Oldřůvky. Přívlastek Staré (Alt) vesnici odlišoval od sousedních Nových Oldřůvek.

## Historie

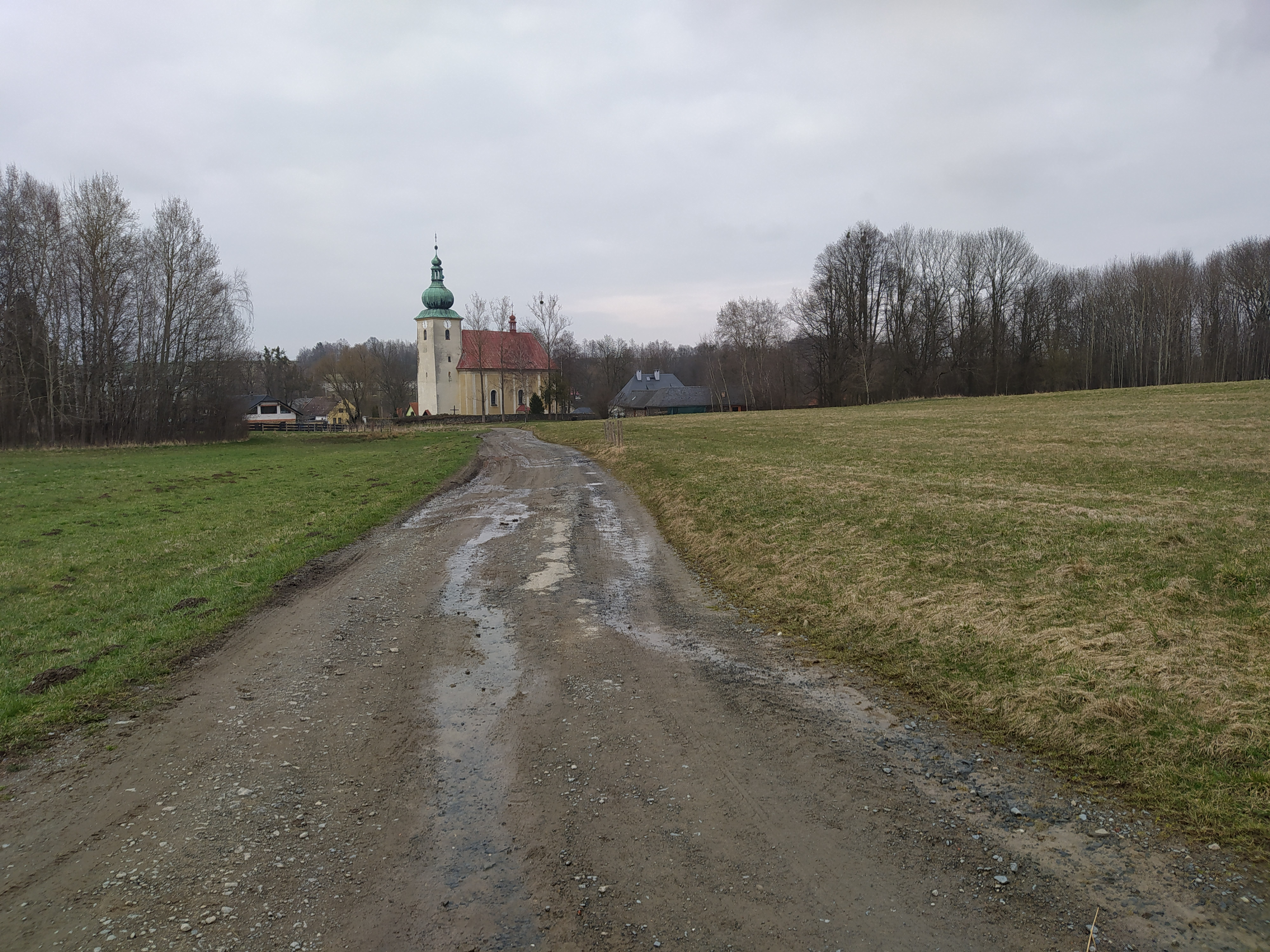
Kostel navštívení Panny Marie

První písemná zmínka o obci pochází z roku 1456. Na severním okraji vsi býval břidlicový důl.

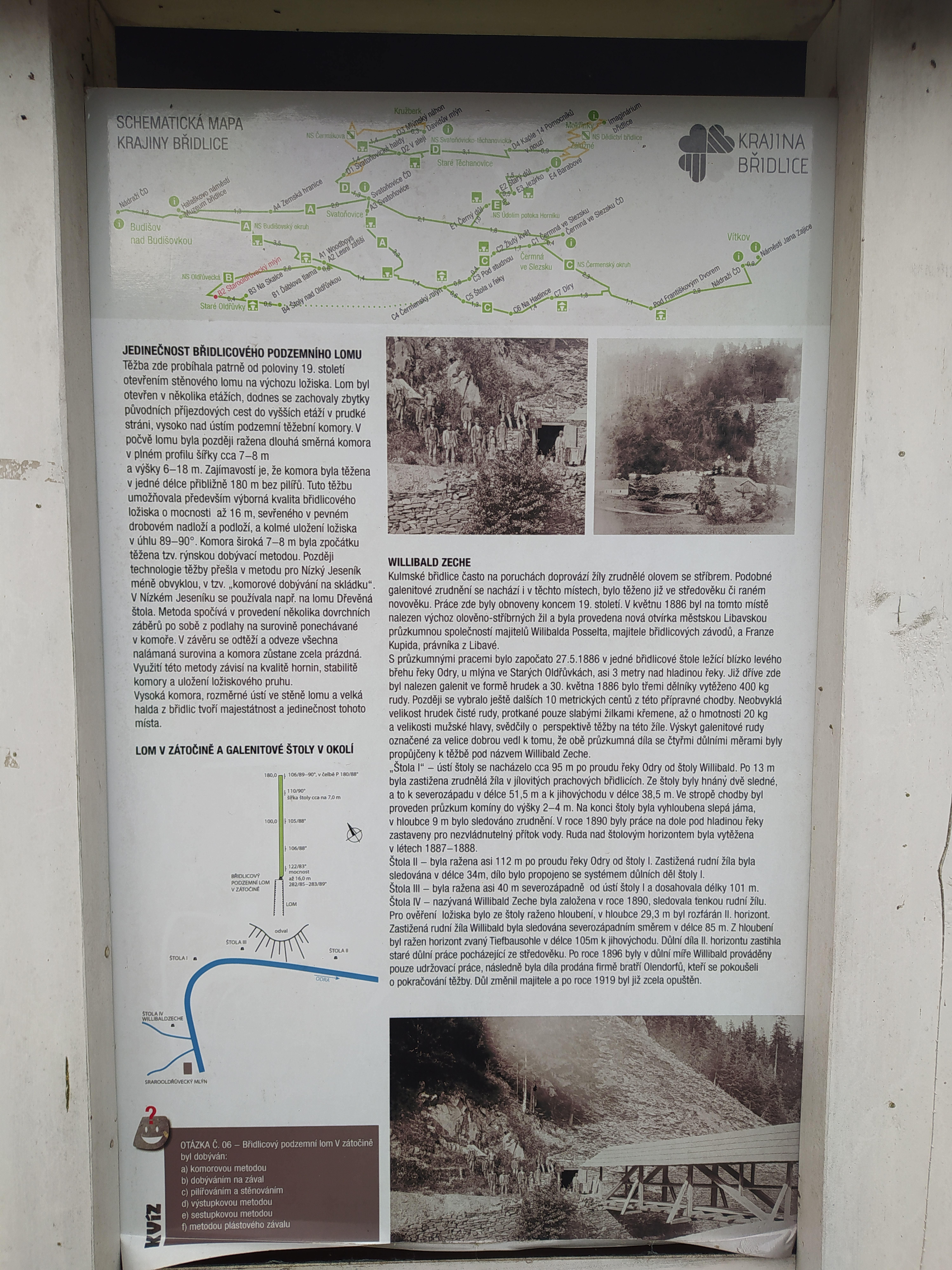
Informační tabule ve vesnici

## Pamětihodnosti
- Halda V Zátočině
- Naučná stezka Břidlicová stezka
- Kostel Navštívení P. Marie
- Lom V Zátočině

## Další informace
Nejvyšším bodem katastru obce je Palísek (604 m n. m.) a mezi další významnější výškové body patří Ragulův kopec (573 m n. m.) a Nad Budišovkou (557 m n. m.).